# Saison 2016 des Braves d'Atlanta
La saison 2016 des Braves d'Atlanta est la 51e saison en Ligue majeure de baseball pour cette équipe depuis son arrivée à Atlanta, la 146e de l'histoire de la franchise et sa 141e dans la MLB. Il s'agit de la 20e et dernière saison que les Braves jouent au Turner Field, le stade qu'ils quitteront pour emménager en 2017 au SunTrust Park.

## Contexte
À l'an un d'une refonte profonde de leur effectif enclenchée par l'échange de Jason Heyward en novembre 2014, les Braves se départent en 2015 de plusieurs joueurs d'impact tels Craig Kimbrel, Justin Upton, Alex Wood et Evan Gattis. Le résultat est le pire bilan de la franchise depuis 1990 : 67 victoires et 95 défaites, soit 12 succès de moins qu'en 2014 et un second bilan négatif en deux ans. Seuls Philadelphie (99 défaites) et Cincinnati (98) font pire qu'Atlanta en 2015. 

## Calendrier pré-saison
L'entraînement de printemps 2016 des Braves se déroule du 1er mars au 2 avril.

## Saison régulière
La saison régulière de 162 matchs des Braves débute le 4 avril par la visite à Atlanta des Nationals de Washington et se termine le 2 octobre suivant. 

### Classement
| Ligue nationale division Est | V  | D  | %    | Diff. | Diff. (séries) |
| ---------------------------- | -- | -- | ---- | ----- | -------------- |
| Nationals de Washington      | 95 | 67 | ,586 | -     | -              |
| Mets de New York             | 87 | 75 | ,537 | 8     | -              |
| Marlins de Miami             | 79 | 82 | ,491 | 15½   | 7½             |
| Phillies de Philadelphie     | 71 | 91 | ,438 | 24    | 16             |
| Braves d'Atlanta             | 68 | 93 | ,422 | 26½   | 18½            |

## Affiliations en ligues mineures
| Niveau            | Équipe                   | Ligue                   |
| ----------------- | ------------------------ | ----------------------- |
| AAA               | Braves de Gwinnett       | Ligue internationale    |
| AA                | Braves du Mississippi    | Southern League         |
| A-Advanced        | Mudcats de la Caroline   | Carolina League         |
| A                 | Braves de Rome           | South Atlantic League   |
| Ligue des recrues | Braves de Danville       | Appalachian League      |
| Ligue des recrues | Gulf Coast League Braves | Gulf Coast League       |
| Ligue des recrues | Dominican Summer Braves  | Dominican Summer League |